# 24 Tschasa
24 Tschasa (auch 24 Chasa geschrieben, bulgarisch 24 часа, dt. 24 Stunden) ist eine bulgarische Boulevardzeitung die im April 1991 von der Pressegruppe 168 Tschasa (dt. 24 Stunden; 7 Tage haben 168 Stunden) ins Leben gerufen wurde. Heute ist sie die Tageszeitung mit der zweitgrößten Auflage in Bulgarien.
Seit 2005 unterhält die Zeitung eine tägliche Internetausgabe auf Bulgarisch und verschickt die wichtigsten Schlagzeilen des Tages per E-Mail an alle Abonnenten dieses kostenlosen Dienstes. Außerdem wird ein RSS-Web-Feed auf Bulgarisch angeboten.
Nachdem die Zeitung mehrere Jahre im Besitz einer Tochtergesellschaft der WAZ-Mediengruppe war, wurde sie nach deren Rückzug aus Bulgarien Ende 2010 von der BG Printmedia Ltd unter Führung von Karl Habsburg-Lothringen übernommen.